# 菊池卓也
菊池 卓也（きくち たくや、1991年5月1日 - ）は、熊本県出身の俳優。身長183cm、血液型A型。

## 人物・エピソード
- 熊本県出身。血液型A型。身長183cm。
- モデル、舞台を経て、ミュージカル『テニスの王子様』2ndシーズンにて、ミュージカル初出演となる。

## 出演

### 舞台
- DIRT1600 vol.4 FRESHプロデュース公演『Hanauma』〜ミステリーツアー〜（2011年1月6日 - 10日、千本桜ホール）
- ミュージカル・テニスの王子様2ndシーズン（2011年 - ） - 氷帝学園・忍足侑士 役
  - 青学vs氷帝（2011年7月 - 9月、JCBホール ほか）
  - Dream Live 2011（2011年11月、神戸ワールド記念ホール/横浜アリーナ）
  - 青学vs六角 （2011年12月 - 2012年2月、日本青年館 ほか）
  - 春の大運動会 2012（2012年5月、有明コロシアム）
  - Dream Live 2013（2013年4月 - 5月、神戸ワールド記念ホール/横浜アリーナ）
  - 全国大会 青学vs氷帝（2013年7月 - 9月、TOKYO DOME CITY HALL 他）
  - 青学vs四天宝寺（2013年12月 - 2014年3月、日本青年館 他）※声の出演のみ
  - 春の大運動会 2014（2014年4月、横浜アリーナ）
  - Dream Live 2014（2014年11月、神戸ワールド記念ホール/さいたまスーパーアリー　ナ）
- シェイクスピア・朗毒パフォーマンス『ベースボーーール　ハムレット！』 -  ハムレット役（2012年11月21日 - 25日、東京タワー　タワーホールA1）
- ミュージカル「ヘタリア」 - オーストリア 役
  - Singin' in the World（2015年12月24日 - 29日、六本木ブルーシアター）[1]
  - in the new world（2017年7月15日 - 8月2日、NHK大阪ホール/シアター1010）[2]
  - FINAL LIVE 〜A World in the Universe〜（2018年3月17日 - 18日、幕張イベントホール / 3月21日、大阪フェスティバルホール）
  - 〜The world is wonderful〜（2021年12月16日 - 19日、COOL JAPAN PARK OSAKA WWホール / 12月23日 - 31日、品川プリンスホテル ステラボール）
- サイバーパンク朗読劇「Rayz of Light」　- LAW（ラウ） 役/楽曲提供/サウンドクリエイター[3]
  - 初演（2017年2月12日、ガジェット通信フロア）
  - 再演 （2017年5月6日、シダックスカルチャーホール）

### ゲーム
- 茜さすセカイでキミと詠う - 中大兄皇子 役 [4]（2016年、ジークレスト）

### イベント・ライブ
- 『CAST SIZE Vol.5』発売イベント（2012年8月26日）
- 菊池卓也1st LIVEイベント（2012年12月1日、関交協ハーモニックホー　ル）
- 「ぼくらのクリスマス大作戦」（2012年12月23日、イイノホール） - ゲスト出演
- キャストサイズ EVENT2013『キャストサイズ』トークイベント（2013年2月23日、渋谷egg-man）
- 和田琢磨 ファン感謝イベント 「Follow Me vol.2」 （2013年3月17日、草月ホール） - ゲスト出演
- 和田琢磨＆菊池卓也ファンイベント「Heazel Festival〜琢磨と卓也のおもてなし2013」（2013年12月8日、発明会館）
- Birthdayイベント（2014年5月3日、晴れたら空に豆撒いて）
- 「2016 キャスト祭ズ」（2016年7月9日、晴海客船ターミナルホール）
- 「2017 キャスト祭ズ」（2017年5月13日、晴海客船ターミナルホール）
- 《三ツ星サラバ》LIVE ピンチヒッターとして出演（2017年5月22日、渋谷・Milkyway）

### ラジオ
- 文化放送「テニスの王子様 オン・ザ・レイディオ」（2011年6月）

### 雑誌
- グッカム Vol.21(2011AUTUMN) (TOKYO NEWS MOOK 通巻254号) ISBN 9784863361751（2011年10月22日）
- キャストサイズ（三才ブックス）
  - キャストサイズ別冊　STYLE BOOK 2012　ISBN 978-4-86199-479-1（2012年5月31日）
  - キャストサイズ vol.5　ISBN 978-4-86199-501-9（2012年7月31日）
  - キャストサイズ vol.6　ISBN 978-4-86199-543-9（2012年10月31日）
  - キャストサイズ vol.7　ISBN 978-4-86199-571-2（2013年1月29日）
  - キャストサイズneo　ISBN 978-4-86199-580-4（2013年3月26日）
  - キャストサイズ 冬の特別号　ISBN 978-4-86199-654-2（2013年12月24日）
  - キャストサイズ 夏の特別号2014　ISBN 978-4-86199-711-2（2014年8月8日）
  - キャストサイズ冬の特別号2016　ISBN 978-4-86199-853-9（2016年2月16日）
  - キャストサイズ 特別号2017 March　ISBN 978-4-86199-950-5（2017年3月17日）

## ディスコグラフィー

### composer/ arranger
- 「SOUND TRACKS @RAYZ OF LIGHT　サイバーパンク朗読劇」（2017年）

## 参考
- 「ミュージカル『テニスの王子様』公式ホームページ
- サイバーパンク朗読劇「Rayz Of Light」